# Kristian Blummenfelt
Kristian Blummenfelt (ur. 14 lutego 1994 w Bergen) – norweski triathlonista, mistrz olimpijski.
Trzykrotnie uczestniczył w igrzyskach olimpijskich. W 2016 roku na igrzyskach w Rio de Janeiro zajął 13. miejsce w zawodach indywidualnych. Podczas igrzysk olimpijskich w Tokio w rywalizacji indywidualnej zdobył złoty medal olimpijski z czasem łącznym 1:45:04. W 2024 roku podczas Letnich Igrzysk Olimpijskich w Paryżu ukończył zawody indywidualne na 12. miejscu.